# 密西西比縣 (密蘇里州)
密西西比县（英語：Mississippi County）是美國密蘇里州東南的一個縣，東隔密西西比河與肯塔基州相望。面積1,111平方公里。根據美國2000年人口普查，共有人口13,427人。縣治查爾斯頓 (Charleston)。
成立於1845年2月14日。本縣來自密西西比河。